# Le Perchay
Le Perchay é uma comuna francesa na região administrativa da Ilha de França, no departamento do Vale do Oise. Estende-se por uma área de 5.46 km². Em 2010 a comuna tinha 541 habitantes (densidade: 99,1 hab./km²).